# ببر مازندران
ببرِ مازندران (نام علمی: Panthera tigris virgata)، (به مازندرانی: سِرخِ شیر یا مازرونِ ببر) که با نام‌های ببرِ ایرانی، ببرِ هیرکانی، ببر تورانی، ببر قفقازی، ببر سوری، ببر آناتولی و ببر تالش و ببر خزر شناخته می‌شد، یکی از زیرگونه‌های ببر بود که در ناحیه گسترده‌ای از غرب چین تا سواحل دریای سیاه شامل آسیای میانه، قفقاز و شمال ایران زندگی می‌کرد و حدود نیم قرن پیش در ایران منقرض شد، البته به احتمال زیاد هنوز در اسارت، در حال زیستن باشد. ببر هیرکانی از بزرگ‌ترین زیرگونه‌های معاصر ببر محسوب می‌شد.

## ویژگی‌ها و اندازه‌ها
ببر مازندران در کنار ببر سیبری بزرگ‌ترین زیرگونه ببر بوده‌است. رنگ پشت زرد متمایل به نارنجی و زیر بدن سفید بود و نوارهای قهوه‌ای باریکی در تمام سطح بدن دیده می‌شد. پشت گوش‌ها سیاه با لکه سفیدی در وسط آن بود. ببر مازندران شباهت زیادی به ببر بنگال داشت ولی نوارهای بدنش به پهنی آن نبود و رنگ پهلوها نیز قهوه‌ای‌تر بود. موهای بدنش در فصل زمستان رشد زیادی داشت و موهای صورت آن مانند ببر سوماترایی بلند بود. ببرها برخلاف اغلب گربه‌ایان به آب‌تنی علاقه زیادی دارند و ساعت‌های گرم روز را در آب می‌گذراند.
طول نرها ۲۵۰–۴۰۰ سانتی‌متر و طول ماده‌ها کوچک‌تر و معمولاً بین ۱۷۵–۲۳۵ سانتی‌متر بود. وزن نرها ۲۵۰ تا ۳۵۰ کیلوگرم و وزن ماده‌ها به ۱۸۰ تا ۲۳۰ کیلوگرم می‌رسید.

### شباهت ژنتیکی به ببر سیبری
ببر سیبری نزدیک‌ترین زیرگونه ببر به ببر مازندران است. گروهی از پژوهشگران در مطالعه‌ای که در سال ۲۰۰۹ انتشار یافت با مشاهده تفاوت ژنتیکی اندک میان این دو زیرگونه پیشنهاد دادند که این دو را بایستی یک زیرگونه به‌شمار آورد. بر اساس این مطالعه، نیای مشترک این دو ببر در زمانی کمتر از ده هزار سال پیش از شرق چین از طریق مسیر گانسو-جاده ابریشم وارد آسیای میانه شد و سپس گروهی که به ببر سیبری تبدیل شدند، به سوی شرق دور روسیه حرکت کرده‌اند. در حالی که در گذشته آن‌ها در سرزمینی از آناتولی تا شرق سیبری زندگی می‌کردند و محل زندگی آن‌ها به یکدیگر وصل بود اما به مرور فعالیت‌های انسانی سبب جدایی محل زندگی ببر مازندران و ببر سیبری از یکدیگر شده‌است.

## انقراض

### انقراض در ایران

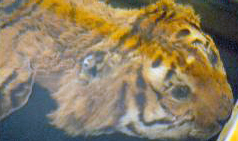
یکی از پوست‌های یافت‌شده در دهه چهل خورشیدی که در موزه دارآباد نگهداری می‌شود

واپسین ببرهای ایران در استان گلستان امروزی دیده شدند. آخرین ببر در ایران در سال ۱۳۳۲ در منطقه‌ای که اکنون پارک ملی گلستان نامیده می‌شود، شکار شد و یک گزارش قابل اعتماد از مشاهده ببر در سال ۱۳۳۸ در همین منطقه نیز وجود دارد. در اوایل دهه ۱۳۵۰ سازمان حفاظت محیط زیست یک تحقیق چندساله را برای جستجوی ببر در جنگل‌های شمال ایران انجام داد. اما محققان در این مدت نتوانستند هیچ مدرکی دربارهٔ وجود ببر پیدا کنند ولی گمان میشود هنوز در کشور های دیگر به صورت قاچاقی خارج شده و تکثیر شده و زندگی میکنند و حتی در برخی از مناطق دست نخورده ی جنگل های هیرکانی کنونی زیست میکنند.
در اوایل تابستان سال ۱۴٠۳ آخرین گونه شناخته شده از ببر مازندران در باغ وحش ارم به دلیل بیماری هایی که در اثر کهولت سن ایجاد شد درگذشت. 
در سال ۱۳۳۷ ببر تحت حفاظت قانونی قرار گرفت و جریمه سنگینی برای شکار آن وضع شد. اما دلیل انقراض ببر (و همین‌طور شیر ایرانی) شکار و کشتار نبود، بلکه زیستگاه‌های مناسب برای زندگی ببر از بین رفته بودند. ببر در جنگل‌های کم‌ارتفاع و نیزارهای وسیع نزدیک به سواحل دریای مازندران زندگی می‌کرد اما در آن زمان تقریباً تمام جنگل‌های کم‌ارتفاع برای کشاورزی ریشه‌کن شده بود و بخش‌های بزرگی از تالاب‌ها نیز خشک شده یا به مزارع برنج و پنبه تبدیل شده بودند. باید توجه داشت که ببر نمی‌تواند گرما را تحمل کند و نیاز به زیستگاه‌های پرآب دارد تا در تابستان خنک شود.

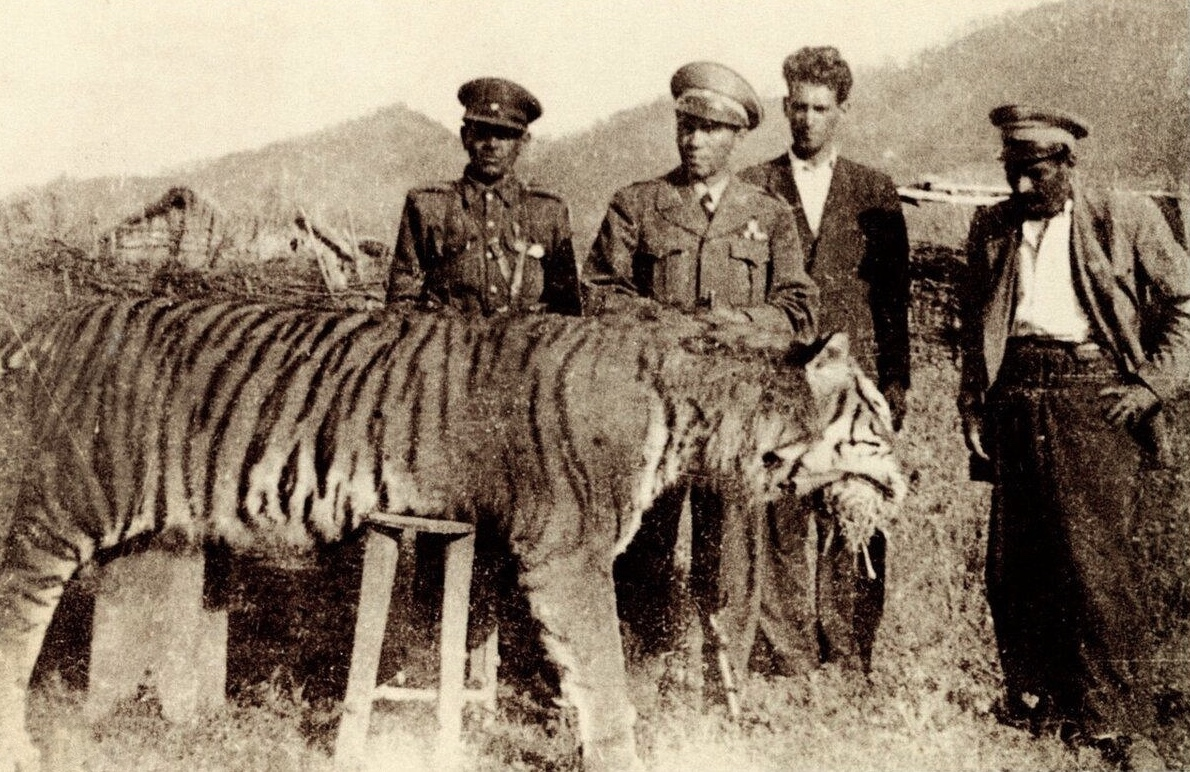
ببر کشته‌شده در شمال ایران، دهه ۱۹۴۰

در دهه ۱۳۳۰ هنوز جنگل‌های کوهستانی وسیعی در مازندران وجود داشت اما زیستگاه ببر در این نوع جنگل‌ها نبود. ببرها فرزندان خود را در نیزارهای حاشیه رودخانه‌ها و تالاب‌ها پنهان می‌کردند تا از دید انسان‌ها و درندگان دیگر پنهان بمانند که با تبدیل شدن به شالیزار و گسترش شهرها، از دسترسی ببرها خارج می‌شدند و زیستگاه ایدئال آن‌ها جنگل‌های انبوه ساحلی بود که با توسعه روستاها و شهرها از بین رفته بودند. ببرها همچنین قلمروهای بسیار وسیع برای خود تعیین کرده و مانند همه گربه‌سانان قلمروطلب هستند و برای حفظ آن با ببرهای دیگر می‌جنگند. محدود شدن این مناطق، نبردهای ببرها برای حفظ قلمرو را تشدید کرده و ببرهای ضعیف‌تر را وادار می‌کرد تا به مناطق نزدیک به سکونتگاه‌های انسانی بروند که این موضوع سبب حمله آن‌ها به دام (و احیاناً انسان) و تعارض آن‌ها با انسان‌ها می‌شد. ببرها نمی‌توانستند در جنگل‌های کوهستانی ادامه حیات دهند. شکار کردن در این مناطق برای آن‌ها دشوار بود و برای محافظت از توله‌هایشان دچار مشکل شده و بچه‌هایشان خوراک خرس و پلنگ می‌شد. پیدا کردن آب هم در این مناطق دشوار بود، چون چشمه‌های کوهستانی عموماً در نزدیکی روستاها قرار گرفته و محل رجوع دام‌ها هستند. جدا شدن جمعیت ببرها از یکدیگر و کاهش جمعیت آن‌ها جفت‌یابی را نیز برای آن‌ها دشوار می‌کرد و همچنین ببر ها حیواناتی به زندگی انفرادی مانند هستند و همین امر جفت یابی را دشوار تر و احتمال انقراض را بیشتر میکرد . آن‌ها مجبور می‌شدند برای یافتن جفت مسافت‌های طولانی را طی کنند و از محل حضور انسان‌ها بگذرند. پیدا نکردن جفت نیز سبب می‌شد که برخی ببرها از چرخه باروری خارج شوند و جفت‌گیری خواهر و برادرها در چند نسل پیاپی سبب شیوع بیماری‌های ژنتیکی در آن‌ها می‌شد.
پی جاسلین در مقاله «ببر» در ایرانیکا می‌نویسد: «اینکه چرا ببر نتوانست در جنگل‌های کوهستانی خزری باقی بماند را فقط می‌توان با حدس و گمان توضیح داد. شاید در گذشته، جمعیت اضافی آن‌ها از جنگل‌های ساحلی مجاور خزر به کوهستان‌ها می‌رفتند، چون طعمه اصلی آن‌ها یعنی گراز در کوه‌ها فراوان است. اما در آنجا پلنگ هم فراوان بود که در آن منطقه نسبت به ببر شکارچی موفق‌تری بود. ترکیب این موضوع با از بین رفتن جمعیت ببرها در مناطق ساحلی و تا حدی شکار مستقیم و مسمومیت‌ها، جمعیت ببرها را در مناطق کوهستانی تا حدی کاهش داد که دیگر توان بقا را نداشتند.»
در قفقاز آخرین شکار ببر در سال ۱۹۲۲ در نزدیکی تفلیس اتفاق افتاد. در ترکمنستان آخرین ببر در سال ۱۹۵۴ در دره رود سومبار، در کوه‌های کپه‌داغ شکار شد. در قزاقستان هم آخرین شکار ببر در سال ۱۹۴۸ در سواحل دریاچه بالخاش اتفاق افتاد. در ازبکستان هم دلتای آمودریا در ساحل دریاچه آرال آخرین پناهگاه این جانور بود. به‌طور کلی نسل ببر هیرکانی تا دهه ۱۹۷۰ در تمامی مناطق به کلی منقرض شده بود، هرچند پس از آن چندین گزارش از دیده شدن این جانور و حتی شکار آن در کشورهای مختلف منطقه اعلام شده بود اما هیچ مدرکی در این مورد به دست نیامده است..
از ببر هیرکانی تنها یک نقاشی رنگی و چند عکس و چند پوست به جا مانده‌است. عکس‌ها و پوست‌ها نشان می‌دهند که رنگ ببر هیرکانی از ببر بنگال روشن‌تر، و تا اندازه‌ای نارنجی مایل به قرمز و نوارهای عرضی آن باریک‌تر و منظم‌تر و به تعداد بیشتر بوده‌است. موهای بدن ببر هیرکانی بلندتر و پُرپُشت‌تر از ببر بنگال و کوتاه‌تر از ببر سیبری و جثه آن بزرگ‌تر از ببر بنگال و هم‌اندازه ببر سیبری بوده‌است.
گراز و انواع گوزن (در ایران مرال و در حد کمتری شوکا) شکارهای اصلی ببر مازندران بوده‌اند. ضمن اینکه به عنوان شکارچی رأس هرم غذایی، توانایی شکار بسیاری از جانوران را داشته و حتی از شکارچیان کوچک‌تری مثل شغال و گربه جنگلی و حشراتی چون ملخ هم تغذیه می‌کرد. در فصل زمستان، سگها و دام‌هایی که از گله دور می‌شدند نیز گاهی شکار ببر می‌شدند.
ببر هیرکانی بسیار نزدیک به ببر سیبری بوده و این دو زیرگونه، تنها حدود ده هزار سال پیش از هم جدا شده‌اند. بررسی دی‌ان‌ای بقایای یافت‌شده از ببر هیرکانی و مقایسه آن با ببر سیبری، نشان می‌دهد این دو تنها در یک نوکلئوتید تفاوت دارند و هر دو از یک زیرگونه بوده‌اند.

## طرح‌های پیشنهادی احیا

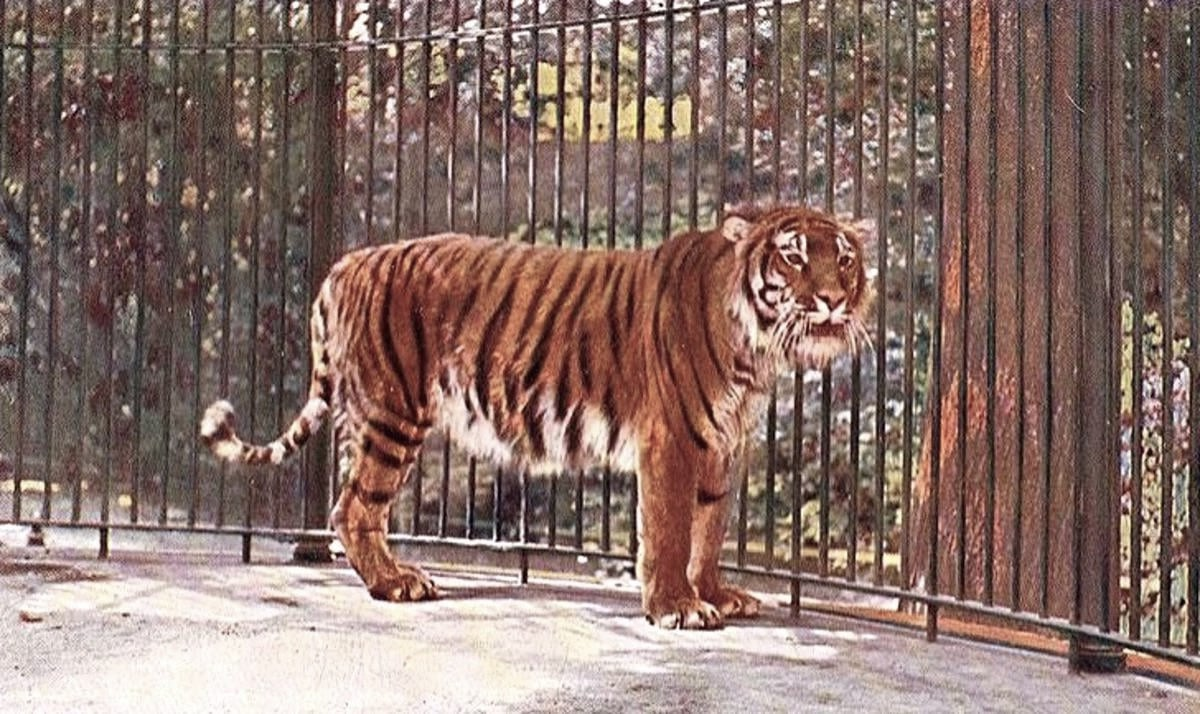
تصویر رنگی بازسازی‌شده از ببر در اسارت در باغ‌وحش برلین، سال ۱۸۹۹

مطالعات جدید که از خویشاوندی نزدیک ببرهای سیبری و هیرکانی حکایت دارند سبب شد تا بحث‌هایی دربارهٔ احیای نسل این جانور در آسیای میانه مطرح شود. مطالعه‌ای دربارهٔ امکان احیای این جانور در دلتای آمودریا در ازبکستان که در سال ۲۰۰۹ منتشر شد نشان می‌دهد که برای ایجاد یک جمعیت پایدار ببر به حدود ۱۰۰ ببر نیاز است که منطقه‌ای یکپارچه به وسعت حداقل ۵ هزار کیلومتر مربع با جمعیت غنی از شکار را می‌طلبد. اما چنین زیستگاهی در حال حاضر وجود ندارد و فراهم آوردن آن هم دستِ‌کم در کوتاه‌مدت امکان‌پذیر نیست. همچنین در این تحقیق منطقه پیرامون دریاچه بالخاش در قزاقستان به عنوان گزینه دیگری برای بررسی اجرای این طرح پیشنهاد شده‌است.

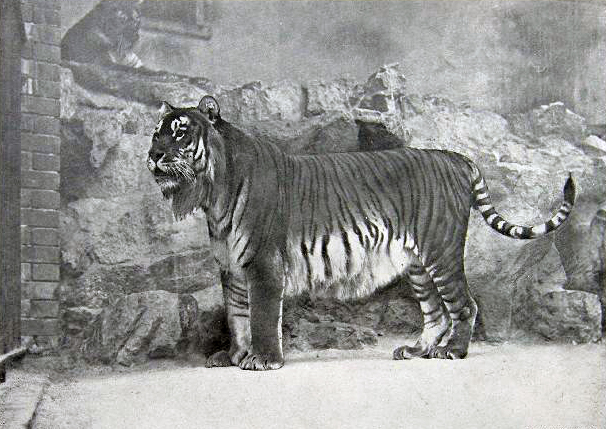
تصویری از یک نمونهٔ در اسارت، باغ‌وحش برلین، سال ۱۸۹۹

سازمان حفاظت محیط زیست در ۳۰ فروردین ۱۳۸۹ اعلام کرد که ایران و روسیه، دو قلاده ببر سیبری را با دو قلاده پلنگ ایرانی مبادله می‌کنند و قرار است طرح احیای ببر هیرکانی به مدت پنج سال بر عهدهٔ روس‌ها باشد. در واکنش به این ادعا، جانورشناسان بسیاری احیای نسل ببر هیرکانی را غیرممکن اعلام کردند و معتقد بودند که زیستگاه مناسب ببر سیبری نه در مازندران و نه در گلستان وجود ندارد.
آنها همچنین مبادله پلنگ ایرانی و ببر سیبری را مرتبط با فعالیت‌های زیست‌محیطی ندانسته و تنها یک عمل تبلیغاتی و دیپلماتیک دانستند. ایران هیچ‌گاه ببر سیبری نداشته و ببر هیرکانی، بومی ایران است که منقرض شده‌است.

### نگهداری در پارک ارم
این ببرها که قرار بود در زیستگاه طبیعی‌شان رها شوند، به دلیل آماده نبودن شرایط تحویل در باغ‌وحش تهران، به پارک ارم منتقل و نگهداری شدند. پس از ۹ ماه، در ۱۰ دی یکی از ببرها در باغ‌وحش پارک ارم تلف شد. علتِ آن به‌درستی تشخیص داده نشد و عواملی همچون بیماری تنفسی یا خوردن گوشت خر یا مشمشه اعلام شد. جفت ماده نیز به احتمال داشتن مشمشه پنج سال قرنطینه شد و سپس یکی از دامپزشکان با گرفتن نمونه خون در سال ۱۳۹۵ اعلام کرد که مشمشه ندارد و او را به پارک ارم منتقل کردند و منتظر ورود جفت نر او بودند، تا اینکه در ۲ مردادماه ۱۴۰۳ در باغ وحش ارم به علت کهولت سن درگذشت.

## ببر مازندران در فرهنگ
در ایران به کشتی‌گیران توانمند و سرشناس، لقب «ببر مازندران» اطلاق می‌شود. ببر مازندران جزئی از فرهنگ این استان می‌باشد. ببر مازندران لقب امام علی حبیبی کشتی‌گیر مازندرانی و اولین طلایی ایران در المپیک است. همچنین لقب باشگاه نساجی مازندران نیز می‌باشد. در دوران پهلوی دوم نیز فیلمی با نام ببر مازندران ساخته شد.
در نمایش‌های معروف روم باستان، از ببر هیرکانی برای جنگ با پهلوانان استفاده می‌شد. تا حدود سدهٔ هفدهم، آشنایی بیشتر دنیای غرب با همین ببر هیرکانی بوده‌است و چندان اطلاعاتی دربارهٔ ببرهای هندوستان نداشته‌اند و شاید به همین علت است که شکسپیر در داستان مکبث از ببر مازندران سخن می‌گوید.
ببر در فرهنگ کشورهای هند و چین نقش بسیار پررنگی دارد. ببر به نوبه خود در فرهنگ و تاریخ ایران نقش داشته‌است. در ادبیات هم همیشه از ببر به عنوان نماد شجاعت و نیرومندی یاد می‌شود.
نمونه‌هایی از یادکرد ببر در ادبیات فارسی:
| پیمبر تویی هم تو ببر دلیر            |  | بهر کینه گه چون سرافراز شیر (فردوسی)      |
| به پیشم چه ببر و پلنگ و هُژَبر         |  | به پیکان فروبارم آتش ز ابر (فردوسی)       |
| بکوهم درانداز تا ببر و شیر           |  | ببینند چنگال مرد دلیر (فردوسی)            |
| بیشه‌ها یکسره پر ساخته از شیر و ز ببر |  | قلعه‌ها از درم بسته و صندوق گهر (فرخی)     |
| اندران بیشه که یکبار گذر کرد ملک     |  | نکند شیر مقام و ندهد ببر آواز (فرخی)      |
| چنین داستان آمد از گفت شیر           |  | که شاه ددان است ببر دلیر (اسدی توسی)      |
| غو پیشرو خاست اندر زمان              |  | که آمد به ره چار ببر دمان (اسدی توسی)     |
| به پیش اندر آمد یکی تند ببر          |  | جهان چون درخش و خروشان چو ابر (اسدی توسی) |
| قدر تو کی دل نهد بر فلک و چون بود    |  | در وطن عنکبوت کردن ببر آشیان (خاقانی)     |